# Oracle d'Amfiarau

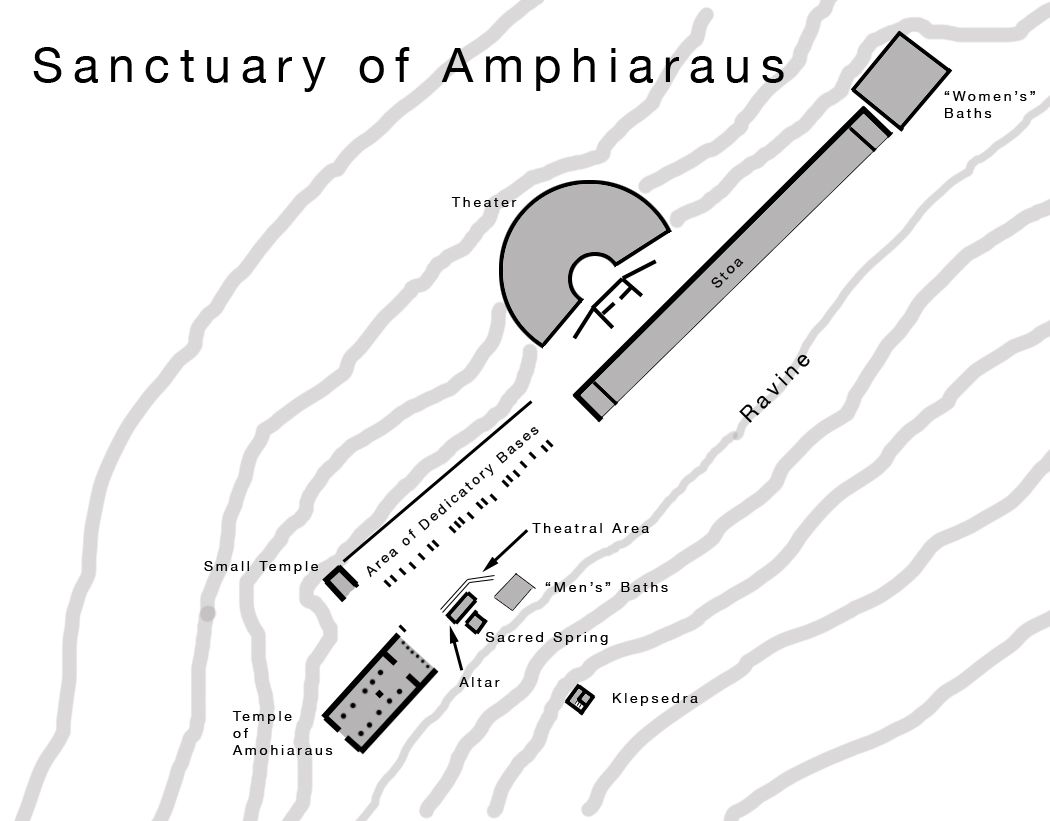
Plànol del santuari d'Amfiarau a Oropos

L'oracle d'Amfiarau, també Temple d'Amfiarau (en grec antic: Άμφιαρείον Ωρωπού), era un temple situat vora la ciutat d'Oropos, entre Beòcia i Àtica, on hi havia un oracle i es rendia culte a l'heroi Amfiarau, convertit en déu.
Amfiarau era fill d'Oïcles, un endeví, i ell mateix era endeví, i profetitzava mitjançant la interpretació dels somnis. Va participar en l'expedició dels set Cabdills contra Tebes, encara que sabia que hi havia de morir. Durant la batalla, quan Periclimen, el fill de Posidó, el perseguia per matar-lo, Zeus va llançar un llamp que va obrir la terra, i Amfiarau, el seu carro i els seus cavalls, i el seu auriga, Bató, van desaparèixer per l'esvoranc. En temps de Pausànias s'ensenyava el lloc on havia desaparegut l'heroi, al que Zeus va concedir la immortalitat i Amfiarau va seguir pronunciant els seus oracles a la ciutat d'Oropos, on se'l venerava per la seva eficàcia com a sanador.
Segons Pausànias, el temple i l'oracle es trobava a 12 estadis de la ciutat. Estrabó el situa entre Oropos i Ramnunt. Titus Livi l'anomena Temple d'Amfíloc, el fill d'Amfiarau, de qui sabem per Pausànies que també se li rendia culte.
Tot el recinte contenia un temple d'Amfiarau amb una estàtua de marbre blanc, un teatre, una estoa i diversos edificis associats. El tèmenos o espai dedicat al déu, s'estenia durant uns 250 metres al nord del temple vora el llit d'un riu. El temple tenia un altar dividit en diverses parts, una d'elles dedicada a Hèracles, Zeus i Apol·lo, una altra dedicada als herois i a les seves dones. Una tercera dedicada a Hèstia, Hermes, Amfiarau i Amfíloc. La quarta part servia per rendir culte a Afrodita i a Panacea, i també a Iaso, Higiea i Atena. Una cinquena part estava dedicada a les nimfes, a Pan i als rius Aqueloos i Cefís.
El santuari estava rodejat d'un mur i adornat amb columnes; els ocells no es posaven a les columnes i els ramats mai anaven a menjar a la vora del santuari. Pausànias explica com es consultava. Diu que el que volia preguntar alguna cosa primer s'havia de purificar, fent sacrificis al déu, i a tots els déus i deesses que tenien els seus noms a l'altar. Una vegada fet, havien de sacrificar un moltó o una cabra, estendre la seva pell a terra i dormir-hi al damunt, esperant la resposta a través d'un somni. Vora el temple hi havia una font que anomenaven d'Amfiarau, però no s'usava per les purificacions ni se li oferia cap sacrifici. Si algú resultava curat de la seva malaltia per l'oracle, que era una altra de les seves funcions, hi havia el costum de tirar plata o or a la font, ja que deien que des d'allí Amfiarau va pujar a l'Olimp ja convertit en déu. Els tebans no podien consultar aquest oracle, segons diu Heròdot. Cada any se celebrava en aquest temple el festival de l'Amfiària en honor d'Amfiarau.